# Società Italiana di Chirurgia Cardiaca

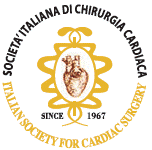
Logo della SICCH

La Società Italiana di Chirurgia Cardiaca (SICCH) è un'associazione riconosciuta come ente scientifico dal Ministero della Salute, da Agenas e dall'Istituto superiore di sanità, nata in Italia, con sede a Roma, che mette insieme tutti i cardiochirurghi d'Italia. Il suo scopo principale è quello di divulgare e promuovere la ricerca scientifica nell'ambito di questa branca chirurgica, la cardiochirurgia, che si occupa principalmente del trattamento delle patologie che coinvolgono il cuore e i grossi vasi.

## Storia
La SICCH è stata fondata il 30 giugno 1967 a Roma e raggruppava inizialmente i pochi chirurghi che allora osavano operare il cuore, in particolare ricordiamo i principali promotori: Angelo Actis Dato, Pier Giuseppe Cevese, Alberto De Blasi, Renato Donatelli, Antonio Lanzara, Edmondo Malan, Amedeo Pasanisi, Luciano Provenzale, Filippo Scirè, Anacleto Venturini, Pietro Valdoni, Giuseppe Zannini.

## Congressi
A cadenza biennale la SICCH organizza il proprio congresso ma anche corsi tutoriali, FAD e wetlab periodici.

## La SICCH e la nascita di una onlus
La Società Italiana di Chirurgia Cardiaca (SICCH) ha promosso e istituito la "Fondazione Cuore Domani SICCH-Research ONLUS" per promuovere la ricerca scientifica e progetti di prevenzione nell'ambito delle malattie cardiovascolari.